# Burning Cane
Burning Cane ist ein Filmdrama von Phillip Youmans, das am 25. April 2019 beim Tribeca Film Festival seine Premiere feierte und ab 25. Oktober 2019 in ausgewählten US-Kinos gezeigt wurde.

## Handlung
Auf den Zuckerrohrfeldern in Louisiana ist eine Mutter zwischen ihren religiösen Überzeugungen und der Liebe zu ihrem Sohn hin- und hergerissen. 

## Produktion
Regie führte Phillip Youmans, der auch das Drehbuch schrieb, als Kameramann fungierte und neben Ruby Kline als einer der Filmeditoren agierte. Es handelt sich um das Spielfilmdebüt von Youmans. Er war erst 17 Jahre alt, als er nach dem Verlassen der High School die Arbeit an Burning Cane mit dem ebenfalls aus New Orleans stammenden Schauspieler Wendell Pierce in der Hauptrolle beendete. Er spielt Reverend Tillman, während Karen Kaia Livers in der Rolle der alleinerziehenden Mutter Helen Wayne zu sehen ist. Dominique McClellan spielt ihren Sohn Daniel. 
Hauptinspiration für den Film waren nach Aussage des Regisseurs die Geschichten und persönlichen Erfahrungen, die er in seiner Kindheit in der Southern Baptist Church in ihrer gemeinsamen Heimatstadt gesammelt hatte. Er wollte über die Rolle der Kirche in ihrer Gemeinschaft sprechen, die einerseits als ein Leuchtfeuer der Hoffnung betrachtet werden kann, gleichzeitig aber auch eine spaltende Einrichtung ist, die verhindert, auf lähmende Untugenden  der Gemeinschaft einzugehen. Trotz seiner ideologischen Unterschiede zu den gottesfürchtigen Menschen, mit denen er aufgewachsen ist, wollte er sie oder ihren Glauben niemals dämonisieren: „Ich bemühte mich, ihre Erfahrungen zu humanisieren, und im Ergebnis habe ich ein differenziertes Verständnis für die Heuchelei und die irrigen Ansichten entwickelt, mit denen ich seit Jahren zu kämpfen habe.“ Seine Mutter und der Großteil seiner Familie seien im ländlichen South Carolina unter einer äußerst fundamentalistischen Interpretation des Protestantismus aufgewachsen, und hiernach seien auch er und seine Schwester erzogen worden.
Zwar habe es kulturelle Aspekte der Kirche gegeben, die er schätzte, aber auch eine Heuchelei, die er nicht hinnehmen konnte. Youmans erklärt, er habe schon immer eine Wertschätzung für den gemeinschaftlichen Charakter der Kirche empfunden und wisse, warum es eine wichtige Einrichtung für Menschen in ihrer Gemeinschaft ist, deren Leben oft schwierig sind und für die eine emotionale Flucht jeglicher Art ein wichtiger Teil des Überlebens ist. Auch habe er Gospel-Musik immer geliebt. 
Seine Identität als Künstler wurde nach Youmans’ Aussage von den beiden aufregendsten Erfahrungen seines Lebens geprägt. Einerseits war dies die Loslösung von der Baptistenkirche und andererseits die Zeit, die er mit den Mitgliedern der Repräsentanz der Black Panther Party in New Orleans verbrachte, wo er unter anderem Malik Rahim kennenlernte, der sich über Jahre hinweg ehrenamtlich in Wohnprojekten und Programmen für straffällig gewordene Afroamerikaner engagierte. Youmans erklärte, er wolle bodenständige, multidimensionale schwarze Geschichten erzählen, obwohl seine kreative Identität nicht immer von seiner Hautfarbe bestimmt worden sei.
Die Dreharbeiten fanden ab Juli 2017 in New Orleans und in Thibodaux in Louisiana statt, während Youmans das Drehbuch noch überarbeitete. Das Szenenbild stammt von Ojo Akinlana, mit der Youmans bereits für seinen Kurzfilm Nairobi zusammengearbeitet hatte.
Der Film wurde am 25. April 2019 beim Tribeca Film Festival erstmals gezeigt. Dort wurde der zu diesem Zeitpunkt erst 19-jährige Regisseur mit dem Founders Award ausgezeichnet, dem Hauptpreis des Festivals. Damit ist Youmans der erste afroamerikanische Regisseur, der mit dieser Auszeichnung bedacht wurde und zudem der jüngste, der einen Film beim Tribeca Film Festival vorstellte. Bei den Internationalen Filmfestspiele von Venedig Ende August und Anfang September 2019 wurde er im Rahmen der Venice Days außer Konkurrenz gezeigt. Ein erster Trailer wurde Ende September 2019 vorgestellt. Anfang Oktober 2019 wurde er beim London Film Festival vorgestellt. Der Kinostart in den USA erfolgte am 25. Oktober 2019 in ausgewählten Theatern.
Als Produzenten fungierten neben dem Hauptdarsteller Pierce und der Szenenbildnerin Akinlana auch Phillip Youmans selbst, seine Mutter Cassandra, Karen Kaia Livers, die im Film in der Rolle von Helen Wayne zu sehen ist, Mose Mayer, Mitproduzent von Youmans’ erstem Kurzfilm Ivory, und Isaac Webb, ein Lehrer für Medienkunst an dem von ihm besuchten Center for Creative Arts in New Orleans. Die Finanzierung der eigentlichen Dreharbeiten erfolgte durch eine Crowdfunding-Kampagne über die Website Indiegogo sowie durch die von den Produzenten gesammelten Gelder. Zudem opferte Youmans seine gesamten Ersparnisse und die seiner Familie.

## Rezeption

### Kritiken
Der Film konnte bislang 92 Prozent aller Kritiker bei Rotten Tomatoes überzeugen und erhielt hierbei eine durchschnittliche Bewertung von 7,4 der möglichen 10 Punkte.
Stephen Whitty von Screen International stellt sich die Frage, wenn ein junger Regisseur dies mit einem kleinen Budget tun kann, was wird er dann mit einem größeren tun?

### Auszeichnungen und Nominierungen
Black Reel Awards 2020
- Nominierung als Bester Independentfilm
- Nominierung für das Beste Drehbuchdebüt (Phillip Youmans)[12]

Gotham Awards 2019
- Nominierung für die Beste Nachwuchsregie (Phillip Youmans)

Independent Spirit Awards 2020
- Nominierung für den JOHN CASSAVETES AWARD
- Nominierung als Bester Nebendarsteller (Wendell Pierce)[13]

Satellite Awards 2019
- Nominierung als Bester Film – Drama
- Nominierung als Bester Nebendarsteller (Wendell Pierce)[14]

Seattle International Film Festival 2019
- Nominierung als Bester Spielfilm für den Futurewave Youth Jury Award (Phillip Youmans)
- Nominierung im New American Cinema Competition (Phillip Youmans)

Tribeca Film Festival 2019
- Auszeichnung mit dem Founders Award for Best Narrative Feature (Phillip Youmans)
- Auszeichnung als Bester Schauspieler – U.S. Narrative Feature Film (Wendell Pierce)
- Auszeichnung für die Beste Kamera – U.S. Narrative Feature Film (Phillip Youmans)[15][16]